# Świątynia etruska
Świątynie etruskie – wznoszone w stylu architektonicznym określanym jako porządek toskański były budowane na planie prostokąta, z drewna, na fundamentach kamiennych. Zdobiono je terakotowymi figurkami ustawianymi na szczytach i wzdłuż gzymsu (antefiks, akroterion). Najważniejsze różnice pomiędzy świątynią etruską a grecką to:
- schody do świątyni na jednym z krótszych boków (świątynie stawiano na wysokim podmurowaniu)
- bardziej rozbudowany przedsionek pronaos, przykryty dachem wspartym na ogół na dwóch rzędach kolumn
- trójnawowa lub jednonawowa cella